# Majeed Waris
Abdul Majeed Waris (Tamale, 19 september 1991) is een Ghanees voetballer die doorgaans speelt als spits. In juli 2024 verliet hij Anorthosis Famagusta. Waris maakte in 2012 zijn debuut in het Ghanees voetbalelftal.

## Clubcarrière
Waris startte zijn carrière bij de Right to Dream Academy. Hij vertrok later naar Engeland en ging daar spelen voor Hartpury College. In oktober 2009 tekende de aanvaller een vierjarig contract bij BK Häcken voor een onbekend bedrag. Hij maakte zijn debuut in maart 2010 tegen Trelleborgs FF. In mei 2012 scoorde hij vijf maal tegen IFK Norrköping, wat nog geen speler in de Allsvenskan in de eenentwintigste eeuw gelukt was.
In november van dat jaar vertrok hij voor een niet bekendgemaakt bedrag naar Spartak Moskou, waarvoor hij zijn eerste wedstrijd speelde op 10 maart 2013, tegen Terek Grozny. In januari 2014 werd Waris op huurbasis naar Valenciennes gestuurd. Daar speelde hij in een half jaar zestien wedstrijden, waarin hij tot negen doelpunten wist te komen. Na zijn terugkeer verkaste de Ghanees direct, naar Trabzonspor.
Dit avontuur liep niet uit op een succes en na een seizoen zonder doelpunten, vertrok hij naar FC Lorient, waar hij zijn handtekening zette onder een verbintenis tot medio 2020. In januari 2018 nam FC Porto de aanvaller op huurbasis over en de Portugezen bedongen daarbij een optie tot koop ter hoogte van zes miljoen euro.
Na afloop van deze verhuurperiode werd hij definitief overgenomen door Porto, dat circa zes miljoen euro voor hem betaalde. Waris tekende er voor vier jaar. Porto verhuurde Waris na zijn aankoop direct aan FC Nantes voor de duur van het seizoen 2018/19. In januari 2020 werd de aanvaller gehuurd door Strasbourg, dat een verplichte optie tot koop kreeg op de Ghanees. Twee jaar na zijn definitieve komst naar Strasbourg vertrok Waris weer, om voor Anorthosis Famagusta te tekenen.

## Interlandcarrière
Zijn internationale debuut maakte Waris tegen Chili, toen hij als vervanger van André en Jordan Ayew was opgeroepen. De eerste treffer volgde op 24 maart 2013 tegen Soedan.

## Erelijst
| Competitie            |          |                      |          |          |
| Competitie            | Aantal   | Jaren                |          |          |
| FC Porto              | FC Porto | FC Porto             | FC Porto | FC Porto |
| --------------------- | -------- | -------------------- | -------- | -------- |
| Primeira Liga         | 1        | 2017/18              |          |          |
| Individueel           |          |                      |          |          |
| Topscorer Allsvenskan | 1        | 2012 (23 doelpunten) |          |          |